# Донське (Сакмарський район)
Донське́ (рос. Донское) — село у складі Сакмарського району Оренбурзької області, Росія.

## Населення
Населення — 135 осіб (2010; 92 у 2002).
Національний склад (станом на 2002 рік):
- росіяни — 95 %